# John Robertson
John Grant Robertson (Edimburgo, Escocia; 2 de octubre de 1964) es un exfutbolista y entrenador escocés. Jugó de delantero y es directo deportivo del Inverness Caledonian Thistle desde 2021.

## Selección nacional
Fue internacional con la Selección de fútbol de Escocia, jugó 16 partidos internacionales y anotó 3 goles.

## Clubes como futbolista
| Club                   | País       | Año       |
| ---------------------- | ---------- | --------- |
| Heart of Midlothian FC | Escocia    | 1981-1988 |
| Newcastle United       | Inglaterra | 1988      |
| Heart of Midlothian FC | Escocia    | 1988-1998 |
| Dundee FC (préstamo)   | Escocia    | 1998      |
| Livingston FC          | Escocia    | 1998-2000 |

## Clubes como entrenador
| Club                            | País              | Año       |
| ------------------------------- | ----------------- | --------- |
| Inverness Caledonian Thistle FC | Escocia           | 2002-2004 |
| Heart of Midlothian FC          | Escocia           | 2004-2005 |
| Ross County                     | Escocia           | 2005      |
| Livingston FC                   | Escocia           | 2006-2007 |
| Derry City                      | Irlanda del Norte | 2007      |
| East Fife FC                    | Escocia           | 2010-2012 |
| Inverness Caledonian Thistle FC | Escocia           | 2017-2021 |

## Otros cargos
| Club                                                 | País    | Año           |
| ---------------------------------------------------- | ------- | ------------- |
| Kilmarnock FC (Preparador físico)                    | Escocia | 2009          |
| Dundee United (Preparador físico)                    | Escocia | 2009-2010     |
| Heart of Midlothian FC (Preparador físico)           | Escocia | 2010          |
| Heart of Midlothian FC (Preparador físico)           | Escocia | 2013-2014     |
| Heart of Midlothian FC U17 (Segundo entrenador)      | Escocia | 2014-2017     |
| Heart of Midlothian FC (Representante del club)      | Escocia | 2017          |
| Inverness Caledonian Thistle FC (Director deportivo) | Escocia | 2021-presente |

## Palmarés

### Campeonatos nacionales
| Título          | Club                   | País    | Año  |
| --------------- | ---------------------- | ------- | ---- |
| Copa de Escocia | Heart of Midlothian FC | Escocia | 1998 |